# Kreis Jena-Land
| Basisdaten                                | Basisdaten                                         |
| ----------------------------------------- | -------------------------------------------------- |
| Land der DDR (1950–1952)                  | Thüringen                                          |
| Bezirk der DDR (1952–1990)                | Gera                                               |
| Bundesland (1990–1994)                    | Thüringen                                          |
| Verwaltungssitz                           | Jena                                               |
| Fläche                                    | 367 km² (1989)                                     |
| Einwohner                                 | 33.679 (1989)                                      |
| Bevölkerungsdichte                        | 92 Einw./km² (1989)                                |
| Kfz-Kennzeichen                           | N (1953–1990) NG, NH, NI (1974–1990) J (1991–1994) |
| Lage des Kreises Jena-Land im Bezirk Gera |                                                    |
|                                           |                                                    |

Der Kreis Jena-Land war von 1952 bis 1990 ein Landkreis im Bezirk Gera der DDR. Sein Vorgängerkreis von 1950 bis 1952 war der Landkreis Jena und von 1990 bis 1994 bestand er wiederum als Landkreis Jena in Thüringen fort. Der Kreissitz war in Jena. Das ehemalige Kreisgebiet gehört heute größtenteils zum thüringischen Saale-Holzland-Kreis.

## Geografie

### Nachbarkreise
Der Kreis Jena-Land grenzte im Uhrzeigersinn im Nordwesten beginnend an die Kreise Apolda, Naumburg, Eisenberg, Stadtroda, Pößneck, Rudolstadt und Weimar-Land sowie an den Stadtkreis Jena.

### Naturraum
Das Kreisgebiet wurde durch das Saaletal etwa halbiert, das Tal des größten, wasserreichsten und wasserwirtschaftlich wichtigsten Flusses Thüringens. Die schottergefüllte Talaue (bei Dornburg in 131 m Höhe) wurde von einer Auelehmdecke überzogen. Eine weitgespannte, fast ebene Hochfläche von durchschnittlich 400 m mit mageren Böden, auf denen Kartoffel-, Hafer- und Roggenanbau verbreitet war, nahm den größten Raum des Kreises ein. Auf etwa einem Drittel der Fläche stand Wald (Kiefern und Fichten). Im Nordosten war Lößboden verbreitet, der für den Weizen- und Zuckerrübenanbau genutzt wurde. Im Landkreis gab es zahlreiche Naturschutzgebiete. Das Naturschutzgebiet Großer Gleisberg umfasste mit 280 ha die größte Fläche.

## Geschichte
Bei der ersten Gebietsreform in der DDR wurde der Landkreis Jena am 1. Juli 1950 aus Teilen der Landkreise Stadtroda und Weimar neu gebildet. Die Stadt Jena blieb kreisfrei. Am 25. Juli 1952 folgte eine weitere Gebietsreform, bei der das Land Thüringen sowie der Landkreis Jena aufgelöst wurden. Das Kreisgebiet wurde auf die neuen Kreise Jena-Land, Eisenberg, Stadtroda (Bezirk Gera), Apolda, Weimar-Land (Bezirk Erfurt) und Naumburg (Bezirk Halle) aufgeteilt.
Nachdem die ursprüngliche Kreiseinteilung im November 1952 noch einmal korrigiert wurde, bestand der neugebildete Kreis Jena-Land aus den folgenden 87 Gemeinden:
| - Altenberga - Altendorf - Altengönna - Bibra - Bucha - Camburg - Closewitz - Coppanz - Cospeda - Dienstädt - Döbritschen - Dornburg - Dorndorf a. d. S. - Drackendorf - Drößnitz - Dürrengleina - Eichenberg - Frauenprießnitz - Freienorla - Geunitz - Golmsdorf - Göschwitz | - Greuda - Großeutersdorf - Großkröbitz - Großlöbichau - Großpürschütz - Gumperda - Hainichen - Hirschroda - Hummelshain - Ilmnitz - Isserstedt - Jägersdorf - Jenalöbnitz - Jenaprießnitz - Kahla - Kleinbucha - Kleineutersdorf - Kleinkröbitz - Kleinprießnitz - Kleinpürschütz - Krippendorf - Kunitz | - Laasan - Lehesten - Leutra - Lindig - Löberschütz - Lützeroda - Maua - Milda - Münchenroda - Nerkewitz - Neuengönna - Oelknitz - Orlamünde - Oßmaritz - Reinstädt - Rodameuschel - Rodias - Rödigen - Rothenstein - Röttelmisch - Schinditz - Schirnewitz | - Schleuskau - Schöps - Schorba - Seitenroda - Steudnitz - Stiebritz - Sulza - Tautenburg - Tümpling - Vierzehnheiligen - Wichmar - Wilsdorf - Wittersroda - Wogau - Würchhausen - Zimmern - Zimmritz - Zöllnitz - Zöthen - Zwabitz - Zweifelbach |

Durch Umgliederungen über Kreisgrenzen und Gemeindegebietsveränderungen sank die Zahl der Gemeinden bis auf 36 bei Auflösung des Kreises Ende Juni 1994:
- 1. Januar 1956 Umgliederung der Gemeinde Stöben aus dem Kreis Naumburg in den Kreis Jena-Land
- 1. Januar 1957 Eingliederung von Würchhausen in Döbritschen
- 1. Januar 1957 Eingliederung von Kleinkröbitz in Großkröbitz
- 20. Juni 1957 Eingliederung von Stöben in Camburg
- 20. Juni 1957 Eingliederung von Schinditz in Zöthen
- 17. September 1961 Eingliederung von Coppanz, Oßmaritz und Schorba in Bucha
- 17. September 1961 Eingliederung von Kleinprießnitz, Rodameuschel und Schleuskau in Frauenprießnitz
- 17. September 1961 Eingliederung von Kleinpürschütz in Großpürschütz
- 1. Juli 1962 Eingliederung von Ilmnitz in Drackendorf
- 16. März 1963 Eingliederung von Hirschroda und Wilsdorf in Dornburg/Saale
- 16. März 1963 Eingliederung von Rödigen in Lehesten
- 28. Mai 1964 Zusammenschluss von Dorndorf und Steudnitz zu Dorndorf-Steudnitz
- 28. Mai 1964 Eingliederung von Geunitz in Reinstädt
- 17. Februar 1965 Eingliederung von Wogau in Jenaprießnitz
- 17. Februar 1965 Eingliederung von Laasan in Kunitz
- 17. Februar 1965 Eingliederung von Wittersroda in Drößnitz
- 21. Juli 1965 Eingliederung von Oelknitz in Rothenstein
- 7. September 1966 Eingliederung von Kleinbucha in Dienstädt
- 1. Oktober 1967 Eingliederung von Döbritschen in Camburg und Wichmar
- 1. Januar 1968 Eingliederung von Altengönna und Nerkewitz in Lehesten
- 1. Juli 1968 Eingliederung von Leutra in Maua
- 1. Oktober 1968 Eingliederung von Dienstädt in Eichenberg
- 1. Februar 1969 Eingliederung von Stiebritz in Hainichen
- 1. April 1969 Eingliederung von Göschwitz in den Stadtkreis Jena
- 1. April 1969 Eingliederung von Vierzehnheiligen in Krippendorf
- 1. Oktober 1970 Eingliederung von Zweifelbach in Reinstädt
- 1. Februar 1974 Eingliederung von Altendorf, Greuda und Schirnewitz in Altenberga
- 1. Februar 1974 Eingliederung von Closewitz und Lützeroda in Cospeda
- 1. Juli 1978 Eingliederung von Tümpling in Camburg
- 1. Juli 1978 Eingliederung von Zwabitz in Bibra
- 1. Juli 1978 Eingliederung von Jägersdorf in Schöps
- 1. Januar 1979 Eingliederung von Röttelmisch in Gumperda
- 1. April 1992 Eingliederung von Dürrengleina, Großkröbitz, Rodias und Zimmritz zu Milda
- 1. April 1994 Eingliederung von Drackendorf und Maua in die kreisfreie Stadt Jena
- 1. Juli 1994 Eingliederung von Cospeda, Isserstedt, Jenaprießnitz, Krippendorf, Kunitz und Münchenroda aus in die kreisfreie Stadt Jena

Am 17. Mai 1990 wurde der Kreis in Landkreis Jena-Land umbenannt. Zur Deutschen Wiedervereinigung wurde der Kreis durch das Ländereinführungsgesetz dem wiedergegründeten Land Thüringen zugesprochen, Kreissitz wurde Jena. Bei der Thüringer Kreisreform ging er am 1. Juli 1994 fast vollständig im Holzlandkreis, am 29. September 1994 umbenannt in Saale-Holzland-Kreis auf. Die Gemeinde Drößnitz wurde hingegen in den Landkreis Weimarer Land eingegliedert.

### Einwohnerentwicklung
| Einwohner | 1955   | 1960   | 1975   | 1989   |
| --------- | ------ | ------ | ------ | ------ |
| Jena-Land | 41.200 | 39.534 | 36.688 | 33.679 |

## Wirtschaft
Die Landwirtschaft hatte innerhalb des Kreises eine große Bedeutung. Ein Betriebsteil des Volkseigenen Gutes Tierzucht Jena (Mastbullenanlage) und eine Abteilung des Instituts für Züchtungsforschung Quedlinburg nutzten mit ihren Standorten in Dornburg die günstigen klimatischen Bedingungen aus. Die Nahrungsmittelindustrie war mit einer Großmühle in Camburg vertreten. Daneben gab es in dieser Stadt auch noch ein Möbelwerk und eine Lederfabrik. In Orlamünde wurde das Wirtschaftsleben durch die Produktionsgenossenschaft des Handwerks Elektrotechnik und Betriebsteile des VEB Plastic Pößneck bestimmt. Der bedeutendste aller Industriebetriebe des Kreises war jedoch der VEB Porzellanwerke Kahla. Dieser von 1958 bis 1963 aufgebaute Betrieb war das Zentrum der feinkeramischen Industrie der DDR.

## Verkehr
Im Norden querte die Autobahn Dresden-Eisenach den Kreis, Jena war durch die F 7 ans Fernverkehrsnetz angebunden, die F 88 durchquerte von Nord nach Süd den Kreis. Die Saalbahn verlief parallel zum Fluss Saale und bot viele schöne Eindrücke von Thüringens größtem Fluss.

## Bevölkerungsdaten der Städte und Gemeinden
Bevölkerungsübersicht aller 48 Gemeinden des Kreises, die 1990 in das wiedergegründete Land Thüringen kamen.
| AGS      | Gemeinde              | Einwohner  | Einwohner  | Fläche (ha) |
| AGS      | Gemeinde              | 03.10.1990 | 31.12.1990 | 31.12.1990  |
| 16025010 | Altenberga            | 670        | 670        | 1.749       |
| 16025030 | Bibra                 | 280        | 280        | 439         |
| 16025040 | Bucha                 | 833        | 827        | 2.100       |
| 16025050 | Camburg, Stadt        | 3.050      | 3.052      | 994         |
| 16025070 | Cospeda               | 488        | 487        | 890         |
| 16025090 | Dornburg/Saale, Stadt | 1.092      | 1.082      | 1.040       |
| 16025100 | Dorndorf-Steudnitz    | 1.894      | 1.894      | 701         |
| 16025110 | Drackendorf           | 343        | 354        | 610         |
| 16025120 | Drößnitz              | 198        | 206        | 820         |
| 16025130 | Dürrengleina          | 80         | 79         | 265         |
| 16025140 | Eichenberg            | 423        | 420        | 1.156       |
| 16025150 | Frauenprießnitz       | 1.121      | 1.118      | 1.847       |
| 16025160 | Freienorla            | 381        | 379        | 681         |
| 16025180 | Golmsdorf             | 657        | 651        | 761         |
| 16025200 | Großeutersdorf        | 331        | 334        | 345         |
| 16025210 | Großkröbitz           | 135        | 134        | 430         |
| 16025220 | Großlöbichau          | 257        | 255        | 622         |
| 16025230 | Großpürschütz         | 226        | 227        | 397         |
| 16025240 | Gumperda              | 450        | 449        | 627         |
| 16025250 | Hainichen             | 210        | 210        | 531         |
| 16025260 | Hummelshain           | 808        | 807        | 1.757       |
| 16025270 | Isserstedt            | 505        | 505        | 685         |
| 16025290 | Jenalöbnitz           | 117        | 118        | 394         |
| 16025300 | Jenaprießnitz         | 427        | 432        | 752         |
| 16025310 | Kahla, Stadt          | 8.744      | 8.686      | 797         |
| 16025320 | Kleineutersdorf       | 416        | 414        | 561         |
| 16025330 | Krippendorf           | 250        | 252        | 513         |
| 16025340 | Kunitz                | 452        | 442        | 801         |
| 16025350 | Lehesten              | 516        | 519        | 1.210       |
| 16025370 | Lindig                | 301        | 302        | 456         |
| 16025380 | Löberschütz           | 182        | 182        | 307         |
| 16025400 | Maua                  | 455        | 456        | 802         |
| 16025410 | Milda                 | 317        | 320        | 846         |
| 16025420 | Münchenroda           | 163        | 164        | 507         |
| 16025430 | Neuengönna            | 531        | 532        | 617         |
| 16025440 | Orlamünde, Stadt      | 1.458      | 1.448      | 758         |
| 16025450 | Reinstädt             | 598        | 589        | 1.794       |
| 16025460 | Rodias                | 45         | 45         | 239         |
| 16025480 | Rothenstein           | 973        | 973        | 1.048       |
| 16025500 | Schöps                | 299        | 303        | 435         |
| 16025510 | Seitenroda            | 203        | 204        | 405         |
| 16025530 | Sulza                 | 263        | 256        | 396         |
| 16025540 | Tautenburg            | 325        | 322        | 1.272       |
| 16025570 | Wichmar               | 250        | 253        | 538         |
| 16025580 | Zimmern               | 223        | 227        | 591         |
| 16025590 | Zimmritz              | 116        | 119        | 429         |
| 16025600 | Zöllnitz              | 373        | 378        | 420         |
| 16025610 | Zöthen                | 203        | 204        | 337         |
| 16025000 | Landkreis Jena        | 32.632     | 32.560     | 36.672      |

## Kfz-Kennzeichen
Den Kraftfahrzeugen (mit Ausnahme der Motorräder) und Anhängern wurden von etwa 1974 bis Ende 1990 dreibuchstabige Unterscheidungszeichen, die mit den Buchstabenpaaren NG, NH und NI begannen, zugewiesen. Die letzte für Motorräder genutzte Kennzeichenserie war NZ 40-01 bis NZ 55-00.
Anfang 1991 erhielten der Landkreis und die kreisfreie Stadt Jena das Unterscheidungszeichen J. Es wurde im Landkreis bis zum 30. Juni 1994 ausgegeben.